# Gesetz zur Neugliederung des Oberbergischen Kreises
Das Gesetz zur Neugliederung des Oberbergischen Kreises wurde am 2. Juni 1969 verkündet und gliederte die Gemeinden im damaligen Oberbergischen Kreis neu. Dabei fanden vor allem Grenzkorrekturen statt, aber auch neue Gemeinden entstanden.
Durch das Köln-Gesetz wurde der Oberbergische Kreis am 1. Januar 1975 vergrößert und noch einmal neu gegliedert.

## Kurzbeschreibung
| I. Abschnitt  | Gebietsänderungen im Bereich der Gemeinden |
| § 1           | Eingliederung von Flurstücken der Gemeinden Gimborn, Marienheide, Lieberhausen, Bergneustadt, Denklingen, Wiehl und Bielstein in die Stadt Gummersbach                |
| § 2           | Eingliederung von Flurstücken der Gemeinden Gummersbach, Denklingen und Lieberhausen in die Stadt Bergneustadt                                                        |
| § 3           | Zusammenschluss von Denklingen und Eckenhagen zur neuen Gemeinde Reichshof, Eingliederungen von Flurstücken der Gemeinden Lieberhausen, Waldbröl, Nümbrecht und Wiehl |
| § 4           | Zusammenschluss von Marienberghausen und Nümbrecht zur neuen Gemeinde Homburg (später Nümbrecht), Eingliederung von Flurstücken der Stadt Waldbröl                    |
| § 5           | Zusammenschluss der Gemeinden Bielstein und Wiehl zur neuen Gemeinde Wiehl, Eingliederung von Flurstücken der Gemeinde Denklingen                                     |
| § 6           | Eingliederungen von Flurstücken der Gemeinden Bielstein und Gummersbach in die Gemeinde Ründeroth                                                                     |
| § 7           | Eingliederung von Flurstücken der Gemeinde Denklingen in die Stadt Waldbröl                                                                                           |
| § 8           | Auflösung der Gemeinde Lieberhausen, Rechtsnachfolgerin ist die Stadt Gummersbach                                                                                     |
| II. Abschnitt | Schlussvorschriften |
| § 9           | Bestimmungen |
| § 10          | Auflösung von Schul- und Sportverbänden |
| § 11          | Zuordnung von Homburg und Reichshof zum Amtsgericht Waldbröl sowie von Wiehl zum Amtsgericht Gummersbach, Aufhebung des Amtsgerichts Wiehl                            |
| § 12          | Neuwahlen der Gemeinderäte von Gummersbach, Bergneustadt, Ründeroth und Gimborn                                                                                       |
| § 13          | Neuwahlen der Gemeinderäte von Homburg, Reichshof und Wiehl |
| § 14          | Inkrafttreten am 1. Juli 1969 |